# Cadwgan ap Cathen
Cadwgan ap Cathen (fl. décennie 700) souverain du royaume de Dyfed et de Brycheiniog.

## Contexte
Cadwgan ou Cadgwon apparaît dans la généalogie des rois de Dyfed des Harleian genealogies ainsi que dans les Généalogies du Jesus College MS. 20 Il est aussi mentionné dans les généalogies des rois de Brycheiniog  du même document.
Dans les deux généalogies il est le père de Rhain. De ce fait il semble que  Cadwgon, comme son père et son fils étaient des rois de  Dyfed et de Brycheiniog. À cette époque le royaume de Dyfed incluait encore l'Ystrad Tywi. Dans certains textes de la généalogie des rois de Dyfed, Cadwgon se voit attribuer le surnom de « Trydelic ou Tredylic ». De ce fait on peut l'identifier avec le Catgucaun Tredecil qui est réputé avoir donné des domaines Teilo. Ce qui signifie sans doute à l'église de Teilo. De la même manière dans le Vita d'Oudoceus, un certain roi Cadwgon est présenté comme régnant au-delà  [i.e. à l'ouest de] du Towy, et harcelant les monastères d'Oudoceus dans une région nommé Penalun, Llandeilo Fawr et Llanddyfrwyr. Penalun se trouve dans le Dyfed réduit alors que les deux autres se situent en Ystrad Tywi.

## Sources
- (en) Peter Bartrum, A Welsh classical dictionary : people in history and legend up to about A.D. 1000, Aberystwyth, National Library of Wales, 1993, p. 95 CADWGON ap CATHEN, king of Dyfed and Brycheiniog. (650).
- (en) Mike Ashley, The Mammoth Book of British Kings and Queens (England, Scotland and Wales), Londres, Robinson, 1998 (ISBN 1-84119-096-9), p. 137 Cadwgan Dyfed fl 700s